# Jacques-Denis Delaporte
Pour les articles homonymes, voir Delaporte.
Jacques-Denis Delaporte, né le 13 ou 14 avril 1777 à Paris et mort le 23 janvier 1861 à Paris, est un orientaliste et diplomate français.
Élève de l'École des langues orientales, il fait partie de l'Expédition d'Égypte en tant qu'interprète de l'armée et l'un des principaux interprètes de l'état-major. De retour en France, il est nommé consul à Tripoli. Il poursuit sa carrière à Tanger puis à Alger.
Il collabore à la Description de l’Égypte pour laquelle il a donné un abrégé chronologique de l’histoire des mamelouks tiré des historiens arabes. Il est une des figures majeures de la première génération d’interprètes qui se sont intéressés au berbère. il publie en 1844 un « spécimen lithographique » de langue berbère contenant des textes en chelha en caractères arabes, leur transcription en caractères latins et leur double traduction en français, la première interlinéaire et la seconde plus libre. Après l’abandon, au lendemain de 1848, du projet de création d’une chaire de berbère, il consacre les dernières années de sa vie à l’apprentissage de la langue copte.
Jacques-Denis Delaporte a reçu la Croix de l’ordre de Charles III, la Légion d’honneur et le Nichan de Tunis. Ses trois fils, Jean-Honorat (1812-1871), Pacifique-Henri (1815-1877) et Philippe-Janvier (1826-1893), sont des arabisants et diplomates.

## Publications
- Abrégé de l'histoire des Mamlouks d’Égypte, depuis leur origine jusqu'à la conquête des français - Impr. Impériale, Paris, 1809 (section État Moderne, de la Description de l'Égypte).
- Specimen de la langue Berbère - Impr. Lithog. Maulde et Renou, Paris, 1844.
- Dictionnaire français-berbère (dialecte écrit et parlé par les Kabaïles de la division d'Alger) - Impr. Royale, Paris, 1844.

## Membre de
- la Commission des sciences et des arts d'Égypte.
- la Société de géographie.